# Bog.
BOG. is een Vlaams-Nederlands collectief van theatermakers, waarvan de leden zowel in groep als individueel voorstellingen ontwikkelen. Het collectief bracht hun eerste voorstelling getiteld "BOG. Een poging het leven te herstructureren" op 16 maart 2013, en won daarmee de TAZ-KBC Jongtheaterprijs. De organisatie rond BOG. werd officieel opgericht in 2014. Hun thuisbasis is Amsterdam.

## Leden
De theatermakers die bij BOG. producties ontwikkelen zijn Sanne Vanderbruggen, Benjamin Moen, Judith de Joode & Lisa Verbelen. Daarnaast is Roos Euwe actief in de organisatie als dramaturg. Verdere vaste medewerkers zijn Anne Baltus, Frédérique Donker en Eva Banning.

## Voorstellingen
| Titel                                        | Premièredatum    | Producent                          | Productie in samenwerking met                                                                          | Discipline           | Locatie                                     |
| -------------------------------------------- | ---------------- | ---------------------------------- | --- | -------------------- | ------------------------------------------- |
| BOG. een poging het leven te herstructureren | 16 maart 2013    | BOG.                               | | Toneel               | De Brakke Grond, Amsterdam                  |
| MEN. de mening herzien                       | 28 oktober 2014  | BOG.                               | Vlaams Cultuurhuis de Brakke Grond, DeBuren & De Theatermaker                                          | Toneel               | De Brakke Grond, Amsterdam                  |
| ONE.                                         | 14 mei 2015      | Vlaams Cultuurhuis de Brakke Grond | Lisa Verbelen                                                                                          | Toneel               | De Brakke Grond, Amsterdam                  |
| DAM. een oefening in niet-vergeten           | 4 mei 2016       | Vlaams Cultuurhuis de Brakke Grond | | Toneel               | De Brakke Grond, Amsterdam                  |
| OER.                                         | 11 juni 2016     | BOG.                               | Het Zuidelijk Toneel & Vlaams Cultuurhuis de Brakke Grond                                              | Toneel               |                                             |
| Nacht van de Collectieven                    | 13 oktober 2016  | BOG.                               | Lars Doberman, Nineties Productions & Urland                                                           | Toneel               |                                             |
| Wat we wel willen                            | 6 december 2016  | BOG.                               | | Toneel               | De Brakke Grond, Amsterdam                  |
| KID.                                         | 12 januari 2018  | BOG.                               | HETPALEIS & Het Zuidelijk Toneel                                                                       | Toneel, Jeugdtheater | Theater De NWE Vorst, Tilburg               |
| Iemand die slaapt                            | 6 december 2018  | BOG.                               | Het Zuidelijk Toneel                                                                                   | Toneel               | Theater De NWE Vorst, Tilburg               |
| Boulevard of broken scenes                   | 11 januari 2019  | Orkater                            | Club Gewalt, Lars Doberman, Nineties Productions, Delphine Touki, Urland, De Warme Winkel & Wunderbaum | Muziektheater        | Internationaal Theater Amsterdam, Amsterdam |
| ALL.                                         | 27 mei 2019      | BOG.                               | Lisa Verbelen & Het Zuidelijk Toneel                                                                   | Toneel               | De Brakke Grond, Amsterdam                  |
| Under Pressure                               | 21 november 2019 | Nineties Productions               | Het Zuidelijk Toneel                                                                                   | Toneel               | Het Nationale Theater, 's-Gravenhage        |

## Nominaties en prijzen
- Laureaat TAZ-KBC Jongtheaterprijs 2013[3]
- BNG Nieuwe Theatermakersprijs 2015[19]
- BNG Bank Nieuwe Theatermakersprijs 2016 voor ONE. solo by Lisa Verbelen[20]